# El Satélite
El Satélite är en ort i Mexiko.   Den ligger i kommunen Las Choapas och delstaten Veracruz, i den sydöstra delen av landet, 600 km öster om huvudstaden Mexico City. El Satélite ligger 309 meter över havet och antalet invånare är 184.
Terrängen runt El Satélite är lite kuperad. Runt El Satélite är det ganska glesbefolkat, med 40 invånare per kvadratkilometer. Närmaste större samhälle är Felipe Ángeles, 4,2 km väster om El Satélite. I omgivningarna runt El Satélite växer i huvudsak städsegrön lövskog.